# Liochthonius sellnicki
Liochthonius sellnicki är en kvalsterart som först beskrevs av Thor 1930.  Liochthonius sellnicki ingår i släktet Liochthonius och familjen Brachychthoniidae. Inga underarter finns listade i Catalogue of Life.